# 天堂之路
《天堂之路》（Highway to Heaven）是美国国家广播公司（NBC）在1984年到1989年间播映的一部电视剧。
该剧的主角是迈克尔·兰登饰演的乔纳森·史密斯——他是一位被派到地球上的天使，以及他的人类同伴——维克托·弗伦奇饰演的马克·戈登。该剧是迈克尔·兰登的第三部著名作品（前两部是《大淘金》（Bonanza）与《草原上的小屋》（Little House on the Prairie）），共有四季半计111集。